# Park Chan-mi
Park Chan-mi (박찬미?; 22 maggio 1964) è un'ex cestista sudcoreana.

## Carriera
Con la Corea del Sud ha disputato le Olimpiadi del 1988, segnando 8 punti in 2 partite.